# Asinara

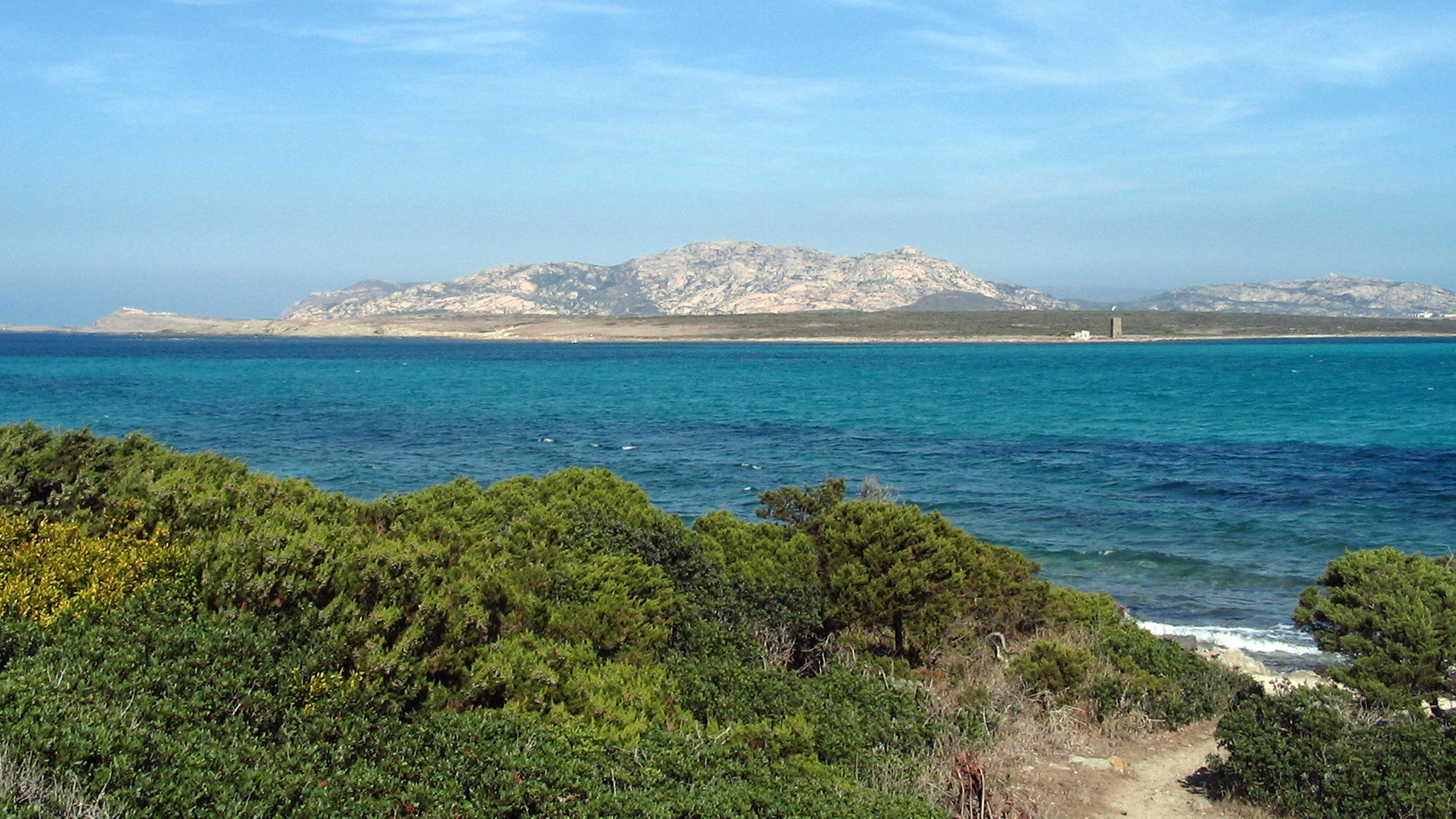
Asinara

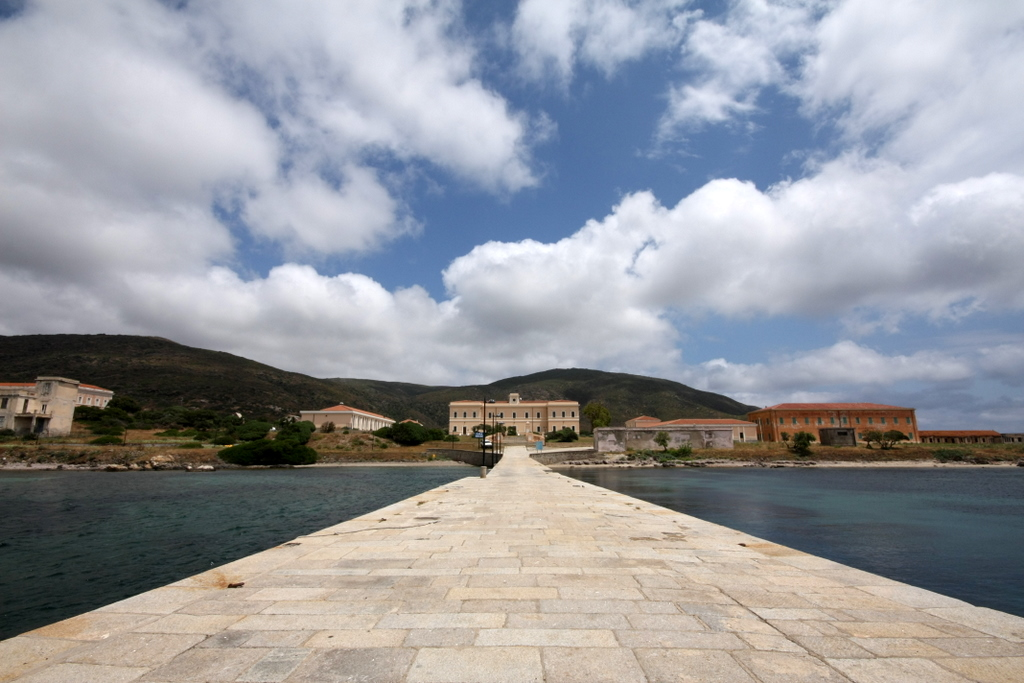
Den övergivna byn Cala d'Oliva.

Asinara är en ö som ligger i Asinarabukten i kommunen Porto Torres på Sardinien, Italien. Den har en yta på 52 kvadratkilometer och den sista fastboende fanns kvar till 1855. I söder är ön separerad från Isola Piana med ett farbart smalt sund.  
Ön är täckt med berg och kusten är brant och klippig men varvas med stränder. Ön har en växtlighet av typen Macchia med få träd och av brist på vatten och med sällsynta spår på mänsklig aktivitet, Parco nazionale dell'Asinara. Ön har nyligen förvandlats till ett viltreservat och marint reservat. Tillträde till ön är reglerad och skyddad. Ön har några ovanliga djur, bland en befolkning av vilda albinoåsnor, som har gett ön dess namn.
Ön ligger som förslag till Världsarv. 